# تصنيف سيماجو للمؤسسات
تصنيفت سيماجو للمؤسسات (بالإنجليزية: SCImago Institutions Rankings)‏ هو تصنيف بدأ نشره منذ عام 2009 لمؤسسات البحث العالمية، من خلال تقرير سيماجو العالمي. تقرير سيماجو العالمي تصدره مجموعة سيماجو البحثية، وهي منظمة بحثية مقرها إسبانيا تتكون من أعضاء من المجلس الأعلى للبحوث العلمية، جامعة غرناطة، جامعة كارلوس الثالث بمدريد، جامعة القلعة، جامعة إكستريمادورا والمؤسسات التعليمية الأخرى في إسبانيا.